# Ctenitis kinabaluensis
Ctenitis kinabaluensis är en träjonväxtart som beskrevs av Holtt. Ctenitis kinabaluensis ingår i släktet Ctenitis och familjen Dryopteridaceae. Utöver nominatformen finns också underarten C. k. crassisquama.